# Nicolas IV. Potier de Novion
Nicolas Potier de Novion (* 1618 in Paris; † 1. September 1693 auf  Schloss Grignon) war ein französischer Staatsbeamter, Jurist und Mitglied der Académie française.

## Leben und Werk

### Die Familie
Nicolas Potier gehörte zur Familie Potier, die hohe Ämter im Parlement de Paris besetzte. Potiers Vater war Président au Parlement de Paris, seine Ehefrau die Tochter eines Sekretärs des Königs. Sein Sohn Jacques Potier de Novion (1642–1709) war Kommendatarabt von Kloster L’Aumône, Bischof von Sisteron (1677–1681), dann Bischof von Évreux (1681–1709). Ein anderer Verwandter, Léon Potier, cardinal de Gesvres (1656–1744) war Erzbischof von Bourges.

### Die Person
Der Jurist Nicolas Potier war schon mit 19 Jahren Conseiller du Roi, mit 27 Président du Parlement. Aus Gegnerschaft zu Mazarin trat er 1656 zurück, kam später wieder und war von 1678 bis 1689 Oberpräsident des Parlements von Paris. Dann wurde er wegen Amtsanmaßung abberufen. Da er literarisch nicht hervorgetreten war, wurde er 1681 offensichtlich wegen seiner Eloquenz und aus politischer Opportunität in die Académie française (Sitz Nr. 19) gewählt. Seine Antrittsrede, die nach Aussage der Akademie kurz war und wenig Anklang fand, ist nicht erhalten. Im Streit zwischen Antoine Furetière und der Akademie war sein Vermittlungsversuch erfolglos. Er zog sich auf sein Anwesen in Thiverval-Grignon (20 km nordwestlich Versailles) zurück und starb dort im Alter von 75 Jahren.
Er war Ritter im Orden vom Heiligen Geist und im Michaelsorden. Von seiner Person existieren zahlreiche Kupferstiche.